# Kirkbi AG v Ritvik Holdings Inc
Kirkbi AG v. Ritvik Holdings Inc., populært omtalt som Lego Case, er en afgørelse fra Supreme Court of Canada. Domstolen stadfæstede forfatningens sektion 7(b) af Trade-marks Act der forbyder brugens af forvirrende mærker, samt  i et andet spørgsmål, hvor det blev afjort at funktionalitetsdoktrinet også gælder uregistrerede varemærker.
Kirkbi AG, der er en del af Lego, har tidligere haft patent på designet af legoklodser men dette patent var udløbet i Canada og andre dele af verden. Ritvik producerede kopiklodser kaldet Mega Bloks. Kirkbi forsøgte registrere deres design af klodser som et varemærke, men dette blev afvist af Registrar of Trade-marks. Kirkbi forsøgte herefter at få rettigheder som uregistreret varemærke, via et uregistreret varemærke af deres karakteristisk orthogonale mønster med hævede knopper på toppen, og hævdede at Ritvik forbrød sig mod sektion 7(b) af Trademarke Act.
Sagen blev dømt til Ritviks fordel, idet Kirkbi ikke fik ret til at beskytte deres klodsdesign som uregistreret varemærke. Kirkbi appelerede afgørelsen, men den blev afvist.